# Ricciardo e Zoraide

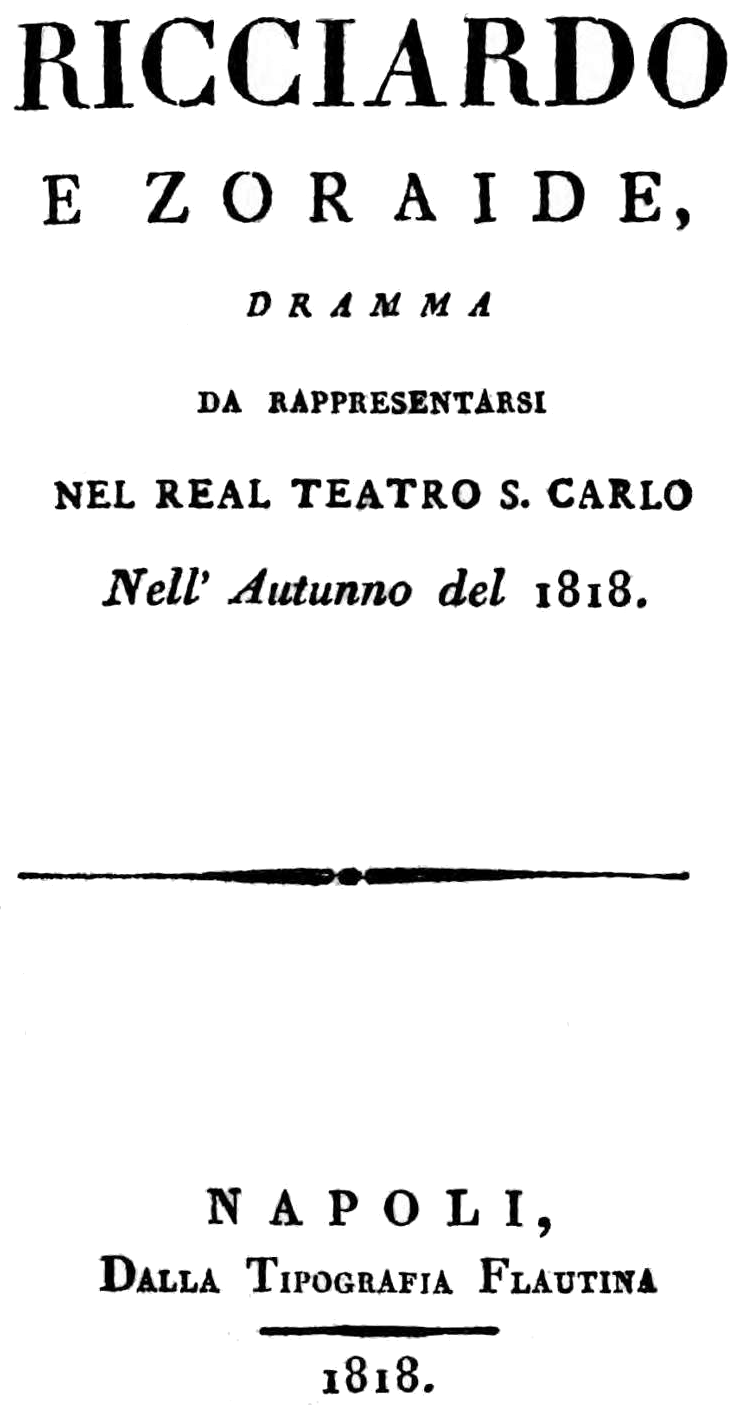
Librettots titelsida, Neapel 1818.

Ricciardo e Zoraide är en opera i en akt med musik av Gioacchino Rossini. Librettot av Franceso Berio di Salsa bygger på sångerna XIV och XV från Niccolò Forteguerris episka dikt Il Ricciardetto (1716–25).

## Historia
Operan komponerades av Rossini år 1818 till ett libretto som drev med andlighetens lastbarhet. Verket hade premiär den 3 december 1818 på Teatro San Carlo i Neapel och blev ett fiasko.

## Personer
- Agorante, kung av Nubien, förälskad i Zoraide (tenor)
- Zomira, hans hustru (kontraalt)
- Zamorre, hans förtrogne (tenor)
- Elmira, Zomiras förtrogna (mezzosopran)
- Ircano, en nubisk prins (bas)
- Zoraide, hans dotter, förälskad i Ricciardo (sopran)
- Ricciardo, en kristen paladinriddare, förälskad i Zoraide (tenor)
- Fatima, Zoraides förtrogna (mezzosopran)
- Ernesto, Ricciardos vän (tenor)

## Handling
Kung Agorante har besegrat prins Ircano och tillfångatagit hans dotter Zoraide. Agorante ämnar förskjuta sin hustru Zomira och gifta sig med Zoraide. Hennes älskade Ricciardo kommer för att rädda henne, utklädd till afrikan. Agorante föreslår en duell mellan en riddare och en afrikan mästare. Han utnämner den förklädde Ricciardo till mästare och en mystisk riddare uppenbarar sig för att slåss mot honom - Ircano. Zomira ruvar på hämnd. Hon låtsas stödja de älskandes flykt men hon lurar dem. Ircano såras i duellen och döms till döden tillsammans med Zoraide och Ricciardo. Agorante går med på att skona Zoraide i utbyte mot hennes kärlek. Men hon vägrar gå med på det. Just då kommer Ricciardos vän Ernesto med sina trupper och besegrar nubierna. Ricciardo skonar Agorante och Zamira, medan Ircano välsignar föreningen mellan Ricciardo och Zoraide.

## Musiken
Orkestern består av:
- Träblås: två flöjter (två piccolaflöjter), två oboer (engelskt horn), två klarinetter, två fagotter
- Bleckblås: fyra valthorn, två trumpeter, tre tromboner
- Slagverk: pukor, bastrumma, triangel
- Harpa
- Stråkar
- Basso continuo
- Blåsarensemble på scen

Operan innehåller följande musiknummer:
- Ouvertyr

Akt I
- Nr. 1. Introduktion: "Cinto di nuovi allori" (Scen 1)
- Nr. 2. Recitativ: "Popoli della nubia" (Scen 1) 
  - Aria (Agorante): "Minacci pur: disprezzo" (Scen 1)
  - Kör: "Sì, con quel serto istesso" (Scen 1)
- Nr. 3. Kör: "Quai grida!" (Scen 2)
- Nr. 4. Recitativ: "Deh! frena il lungo duol" (Scen 3) 
  - Duett (Zomira, Zoraide): "Invan tu fingi, ingrata" (Scen 4)
- Nr. 5. Recitativ: "A voi ritorno alfine" (Scen 5) 
  - Terzett (Agorante, Fatima, Zoraide): "Giusto Cielo, in lor punisci" (Scen 5)
- Nr. 6. Kör: "Tutto è in calma?" (Scen 6)
- Nr. 7. Recitativ: "Eccoci giunti al desiato loco" (Scen 7) 
  - Duett (Ricciardo, Ernesto): "S'ella mi è ognor fedele" (Scen 7)
- Nr. 8. Recitativ: "Elmira, e non deggi'io fremer disdegno" (Scen 8) 
  - Kör: "Se al valore compenso promesso" (Scen 10)
- Nr. 9. Recitativ: "Sgombra ogni tema dal tuo cor" (Scen 11) 
  - Final: "Cessi omai quel tuo rigore" (Scen 12)
  - Tutti: "Oppressa, smarrita" – "Qual suono terrible"

Akt II
- Nr. 10. Recitativ: "Zamorre, ed è pur quegli!" (Scen 1) 
  - Duett (Agorante, Ricciardo): "Donala a questo core" (Scen 2)
- Nr. 11. Recitativ: "Partì... che mai farò?" (Scen 3) 
  - Duett (Zoraide, Ricciardo): "Ricciardo!... che veggo?" (Scen 4)
- Nr. 12. Recitativ: "Dimmi, spiegami alfin qual fu l'inganno" (Scen 4) 
  - Kvartett (Ircano, Agorante, Zoraide, Riccardo): "Contro cento e cento prodi" (Scen 6)
  - Krigarkör: "Non valgono querele" (Scen 6)
  - Kör: "Incognito audace" (Scen 7)
  - Kör (bakom scenen): "Il tuo pianto, i tuoi sospiri" (Scen 9)
- Nr. 13. Recitativ och final: "Zomira! oh ciel!... Forse tu qui ne vieni" (Scen 10) 
  - Kör: "Fra' lacci già sono" (Scen 13)
  - Kör: "Qual giorno, aimè! d’orror!" (Scen 14)
  - Zoraide: "Salvami il padre almeno" (Scen 15)

Rossini skrev ingen vanlig, utbytbar ouvertyr till operan, utan ett för verket anpassat fyrdelat förspel. Ridån går upp efter endast elva takter och en på scen placerad blåsarensemble spelar en marsch samt ett "Andante grazioso con variazioni". Slutligen förenas marschen med operans första körscen.
Opera domineras av ensemblenummer och huvudkaraktärerna har bara var sitt solonummer. Det finns tre stora duetter, en terzett, en kvartett, flera körnummer och en imponerande final till akt I. Ricciardo e Zoroaide är den första av Rossinis operor i vilken en mindre orkester förekommer på scen.